# Вок
Вок је посуда за кување и печење. Потиче из Кине и највише је у употреби у источној и југоисточној Азији.
Подсећа на тигањ али дно оригиналног вока је заобљено што значи да је предвиђен за отворени пламен. Постоји (европска) верзија вока и са равним дном – верзија за електричне шпорете.
Пречник вока је од 30 центиметара до чак два метра. Ипак, верзије за кућну употребу се крећу до 91 центиметара.
Израђује се од челика или гвожђа. Пре првог кувања препоручује се да се „на празно“ запече уљем да би добио патину. Оригинални вок се производи ковањем, ручно, и ти примерци су знатно скупљи. Ипак постоји верзија која је пресвучена тефлоном и у којој није могуће достизати температуре до 350 °, како је то у правом воку.
Кувар, током кувања, држи вок за дршку сличну дршци тигања, али код већих примерака постоји и дршка са друге стране да би кувар могао да тресе храну. Трешење хране, непрестано, током кувања, је битна карактеристика кувања у воку.
У вок се ставља већ скоро кувана храна - разне врсте меса, ситно сечено, да не може да се препозна порекло и макарони, или поврће које се редовно ставља сирово и кува се тако да остане чврсто тј. кувањем, које траје пар минута не сме да се раскува и да постане мекано.
Предности вока су у томе што се троши мало уља, храна се брзо кува и задржавају се витамини.